# Campeonato Mundial de Voleibol Feminino Sub-18 de 1997
O Campeonato Mundial de Voleibol Feminino Sub-18 foi realizado em 1997, na Tailândia, e foi vencido, pela primeira vez, pelo Brasil. Até então, a seleção brasileira já havia conquistado duas medalhas de prata (1989 e 1991) e somente voltaria a conquistar a medalha de ouro em 2005 e 2009.
O maior destaque brasileiro no torneio foi a jogadora Érika Coimbra, que conquistou o título de MVP (Most Valuable Player) além de ter sido nomeada a maior pontuadora e a melhor atacante da competição. Um ano mais tarde e com apenas dezoito anos, Érika seria escolhida pelo técnico Bernardinho para assumir a posição de ponteira titular da seleção brasileira adulta durante o Campeonato Mundial do Japão de 1998. Nesse campeonato, o Brasil saiu com a frustrante quarta colocação, mas Érika se manteve como titular da equipe até as Olimpíadas de Atenas em 2004. Érika ainda conquistou a medalha de ouro nos Jogos Panamericanos de Winnipeg de 1999 e a medalha de bronze nas Olimpíadas de Sydney em 2000.